# 哀愁波止場
「哀愁波止場」（あいしゅうはとば）は、美空ひばりのシングル。1960年7月1日に日本コロムビアから臨時発売された。

## 概要
高音な裏声から入る出だしが印象的な楽曲である。これは本曲の作曲を担当した船村徹が「今までにないひばりの曲を作ろう」と気合を込め、「ひばりのきれいなファルセット（裏声）を活かそう」と制作した曲であったという。ところが本曲を聴いたひばりの母加藤喜美枝が、「（お嬢＝ひばり）にこんな風邪をひいたような声で歌わせたものを世間に出すなんて」と激怒し、船村に対してオカンムリだったという逸話が残る。
こうしたこともあってひばりの母は本曲を発売することに猛反対だったが、船村を始め関係者が臨時という形でリリースするとこれがヒットすることとなる。
ひばりは本楽曲で第2回日本レコード大賞・歌唱賞を受賞した（当時、最優秀歌唱賞は無かった）。また、同年の「第11回NHK紅白歌合戦」でも本楽曲が歌唱された。歌の途中には熊本県の民謡『五木の子守唄』の一部が使用されている。
2019年時点ではひばりのシングル売上で歴代21位にランクインされている（日本コロムビア調べ）。

## 収録曲

### オリジナル盤(1960年)
1. 哀愁波止場
作詞：石本美由起、作曲・編曲：船村徹
2. ひばりの船長さん
作詞：石本美由起、作曲・編曲：船村徹

### 1991年盤(CDシングル)
1. 哀愁波止場
作詞：石本美由起、作曲・編曲：船村徹
2. ひばりのマドロスさん
作詞：石本美由起、作曲・編曲：上原げんと

## カバー
- 島津亜矢（2001年のアルバム『波動~亜矢・美空ひばりを唄う』に収録）
- さだまさし（2008年のアルバム『情継 こころをつぐ』に収録）
- 五木ひろし（2011年のアルバム『永遠の道標 五木ひろし「美空ひばり」を歌う』に収録）